# 엽산
엽산(葉酸, 문화어: 잎산, folate, folacin) 또는 폴릭산(folic acid)은 비타민의 일종으로, 비타민 B9 또는 비타민 M이라고도 불린다. 태아의 신경과 혈관 발달에 중요하기 때문에, 임신전과 임신 초기인 임산부에게 종종 권장된다. 폴릭산 결핍은 치매의 원인이 되기도 한다.
과일에 풍부하게 존재한다. 영어 등의 언어에서 엽산을 가리키는 단어는 나뭇잎을 뜻하는 라틴어 folium에서 왔다.

## 엽산(folic acid)의 특징과 기능

### 하루 필요량과 함유 음식물
| 나이      | 유아 ((RDI)일일섭취권장량) | 유아 ((UL)일일섭취최대허용치) | 성인 (RDI) | 성인 (UL) | 임신부 (RDI) | 임신부 (UL) | 모유수유시여성 (RDI) | 모유수유시여성 (UL) |
| --------- | -------------------------- | ----------------------------- | ---------- | --------- | ------------ | ----------- | -------------------- | ------------------- |
| 0–6 개월  | 65                         | 해당 없음                     | -          | -         | -            | -           | -                    | -                   |
| 7–12 개월 | 80                         | 해당 없음                     | -          | -         | -            | -           | -                    | -                   |
| 1–3 세    | -                          | -                             | 150        | 300       | -            | -           | -                    | -                   |
| 4–8 세    | -                          | -                             | 200        | 400       | -            | -           | -                    | -                   |
| 9–13 세   | -                          | -                             | 300        | 600       | -            | -           | -                    | -                   |
| 14-18 세  | -                          | -                             | 400        | 800       | 600          | 800         | 500                  | 800                 |
| 19세 이상 | -                          | -                             | 400        | 1000      | 600          | 1000        | 500                  | 1000                |

Dietary Reference Intake(DRIs)는 미과학청에서 건강한 사람들이 섭취하도록 계획된 참고값을 설정하기 위해 개발되었다. 이 표는 두가지의 참고 값을 포함하고 있다. Reference Daily Intake(RDI 값,즉 일일섭취권장량은 약 97-98%의 건강한 미국 사람들이 하루에 섭취해도 적절한 수준의 양을 토대로 기준을 잡았다.)과 tolerable upper intake levels(UL,즉 일일섭취최대허용치는 체내에서 독성을 갖지 않을 정도로 먹을 수 있는 최대 허용치를 기준으로 삼고 있다.)

## 엽산의 결핍에 따른 문제
엽산의 결핍은 엽산을 적게 섭취할 때, 흡수불량일 때(마주), 요구량이 증가할 때(수유기), 과한 배설이 있을 때, 보통 비타민 B12결핍과 함께 나타난다.

### 거대적아구성 빈혈(Megaloblastic anemia)
크고 핵이 있으며, 미성숙한 적혈구(적혈구에는 핵이 없다). 보통 상태의 적혈구에서 분열된 세포가 그 작용을 미처 다 하지 못한다. 엽산은 DNA 합성에 영향을 미친다. 엽산이 결핍되면 골수에서 DNA 생성이 안 되므로 전구세포(precursor cell)가 분열, 성숙하지 못한다. 그럼에도 세포는 크기가 커지는데 RNA가 남아 단백질을 생성하기 때문이다. 세포는 커지며, 성숙하지 않고, 핵이 남아 있는 megaloblast가 된다. 이 세포는 산소 결합능력이 떨어지고, 약해지고 피로해진다. 장관 흡수 능력이 떨어지고, 만성 설사를 한다. 적혈구의 합성에 혼란이 온다. 무엽산 식사를 6~12주 정도 지속하면 적혈구를 원활하게 생성하지 못한다. 다른 증상으로는 혀와 입의 염증, 피부의 비정상적인 색소, 설사, 성장지연, 우울증, 신경증상 이상 등이 나타나난다.

### 신경관 손상 (Neural tube defects)
태아가 발달할 때 엽산이 모자라면 신경관형성에 결함이 생긴다. 임신부가 엽산이 모자라면 태아가 아주 위험하게 되어 조산,뇌성마비, 학습 능력 상실 등이 나타난다.

### 이분척추 (Spina bifida)
척추갈림증이라고도 하며, 태아의 신경관이 닫히는 임신 21~28일 사이에 모체의 엽산이 결핍되면 나타나는 질병이다. 태아의 척수나 척추 말단이 부풀어 나오거나 무뇌아로 태어난다. 무뇌아는 출생 직후나 며칠 이내에 사망한다.

## 효능과 부작용

### DNA·RNA 합성과 세포분열
엽산은 핵산(Nucleic acid) 합성에 필수적이다. 즉, DNA와 RNA를 구성하는 뉴클레오타이드(푸린·피리미딘) 생합성에 관여하므로, 세포가 분열·성장할 때 꼭 필요한 물질이다.
이 때문에 발달 중인 태아가 세포를 폭발적으로 증식할 때, 혹은 성인에게서도 급속 분화가 필요한 상태(상처 치유, 적혈구 생성 등)에서 엽산이 중요한 역할을 한다.

### 적혈구 생성과 빈혈 예방
엽산은 골수에서 적혈구를 만드는 과정(조혈)에 관여한다. 결핍 시 거대적아구성 빈혈(Megaloblastic Anemia)이 발생해, 적혈구가 비정상적으로 커지고 산소 운반 능력이 떨어진다.
철분, 비타민 B12와 함께 “적혈구 생성 3대 요소”로 불리며, 이 중 하나라도 부족하면 빈혈이 초래될 수 있다.

### 호모시스테인 대사
호모시스테인(Homocysteine)은 체내 단백질 대사 중간물질로, 혈중 농도가 높아지면 동맥경화, 심혈관 질환 위험이 커진다고 알려져 있다.
엽산은 비타민 B6, B12와 함께 호모시스테인을 메티오닌 등으로 전환하는 데 필요한 조효소 역할을 하여, 혈중 호모시스테인 수치를 조절한다.

### 임신 중 태아 신경관 결함 예방
가장 중요한 기능 중 하나는 임신 초기 태아 신경관(뇌와 척수 형성) 결함 예방 효과이다. 임신 전후 엽산이 충분하지 않으면 무뇌증, 이분척추 등의 위험이 커진다.
전 세계 보건기관에서 임신 중인 여성에게 엽산 보충제를 강력히 권장하는 가장 큰 이유이다.
엽산은 태아의 신경관 형성을 돕는 필수 비타민으로, 임신 초기 결손(신경관 결손, NTDs) 예방에 중요한 역할을 한다. 특히 임신 전부터 임신 초기 12주까지는 엽산 보충이 권장되며, 이 시기의 결핍은 기형 발생률을 높일 수 있다. 세계보건기구(WHO)는 임신을 계획 중인 여성과 임산부에게 하루 400~600μg의 엽산 섭취를 권고하고 있다.  엽산은 세포 분열과 DNA 합성에도 중요한 역할을 하므로, 태아뿐 아니라 산모 건강 유지에도 기여한다. 최근 국내 건강 정보 플랫폼에서는 엽산이 입덧 완화에도 긍정적인 영향을 줄 수 있다고 소개하고 있다.  엽산은 자연식품(시금치, 브로콜리, 아보카도 등)에도 존재하지만, 임신 준비 시기부터는 보충제를 통한 안정적인 섭취가 권장된다.

### 부작용
대량의 엽산이 비타민 B12 결핍 증상을 가릴 수 있어, B12 결핍이 심각해질 때까지 진단이 늦어지는 경우가 있으며 드물지만 고용량 엽산 섭취 시 불안, 과민반응, 위장장애(복부 팽만, 구역 등) 보고 되었다.
또한 엽산이 일부 항간질제나 항암제(메토트렉세이트) 작용을 방해하거나, 반대로 영향을 받는 사례가 있으니 의료진과 상담 필요하다.